# Françoise Athénaïs de Rochechouart de Mortemart
Françoise Athénaïs de Rochechouart de Mortemart (Lussac-les-Châteaux, Francia Királyság, 1640. október 5. – Bourbon-l’Archambault, Francia Királyság, 1707. május 27.), Montespan márkiné, ismertebb francia nevén Madame de Montespan, XIV. Lajos francia király közismert hivatalos szeretője (maîtresse-en-titre) 1667 és 1681 között, akitől hét gyermeke is született. Barbara Palmer, II. Károly angol király szeretőjének közvetlen kortársa.
A márkiné Mortemart hercegének leányaként az egyik legrégebbi francia nemesi ház, a Rochechouart család leszármazottja. Már kortársai is „Franciaország igazi királynője” néven emlegették XIV. Lajos királyra és a versailles-i udvarra gyakorolt hatása miatt. Kegyencnővé válása 1667 körül kezdődött, amikor először táncolt a királlyal egy, a Louvre palotában rendezett estélyen, melyet a király öccse, I. Fülöp orléans-i herceg, a Monsieur rendezett. Befolyása egészen az 1680-as évek elejéig, az egész Franciaországot megrázó elhíresült méregügyig (l’affaire des poisons) tartott, amelyben féltehetően a márkiné is részt vett.

## Élete

### Származása, ifjúkora
Tonnay-Charente-ban (ma Charente-Maritime), a Lussac-les-Châteaux kastélyban született. Apja Gabriel de Rochechouart, Mortemart hercege, anyja Diane de Grandseigne volt. A Françoise névre keresztelt lány később felvette az Athénaïs (azaz Athéné) nevet is, a finomkodó társasági divat szerint. Előbb Saintes-ben, a Sainte Marie-kolostorban nevelkedett, innen 1658-ban távozott, Tonnay-Charente kisasszony álnév alatt.
Röviddel ezután Ausztriai Anna királynénak (1601–1666), XIII. Lajos özvegyének közbenjárására bejutott a királyi udvarhoz. Bemutatták Mária Terézia királynénak is, aki udvarhölgyévé fogadta és Angliai Henriettának (Henriette d’Angleterre), XIV. Lajos sógornőjének kíséretébe helyezte.

### A királyi udvarnál
1663 februárjában ment feleségül Louis Henri de Pardaillanhoz, Montespan márkijához († 1701), akitől két gyermeke született, Marie-Christine de Gondrin de Montespan (1663–1675) és Louis Antoine de Pardaillan, később Antin hercege (duc d'Antin, 1665–1736).
Szép, művelt és intelligens hölgy volt, hamar a társaság középpontjába került és felkeltette Saint-Simon herceg és Madame de Sévigné figyelmét is. Komoly tájékozottságot tanúsított a világ eseményeiről, politikai ügyekről éppoly otthonosan beszélgetett, mint könnyed társasági témákról. Azzal botránkoztatta meg az udvart, hogy nyilvánosan gúnyolta a királynét háttérbe szorított helyzete miatt. Botrányt kavart és néhány napra börtönbe is került, amikor azzal vádolták, hogy megpróbálta kijárni XIV. Lajos királynál, hogy férje, Montespan márki legyen a trónörökös (a dauphin) nevelője. 1666 őszétől bizalmas viszonyban állt a királlyal, aki ebben az időben már elhanyagolta kegyencnőjét, Louise de La Vallière-t. 1667 májusában Françoise Athénaïs a király szeretője lett. Amikor férje, Montespan márki megtudta a hírt, hangos botrányt csapott az udvarnál. A király a férfit a Fort-l’Évêque börtönbe záratta, majd vidéki birtokaira száműzte.

### A hivatalos királyi kegyencnő
Françoise Athénaïs 1667-től 1679-ig XIV. Lajos (1638-1715) francia király hivatalos kegyencnője (favorite en titre) volt. 1669 márciusában született meg királlyal első közös gyermeke. Összesen hét gyermeket szült az uralkodónak, közülük hatot törvényesítettek (az anya nevének említése nélkül, nehogy a férj, Montespan márki igényt formálhasson rájuk). Az életben maradt gyerekek nevelését Madame Scarron-ra, Paul Scarron író özvegyére, a későbbi Madame de Maintenonra bízták, akit társalkodónőnek adtak Françoise Athénaïs mellé, amíg a király háborúban járt.

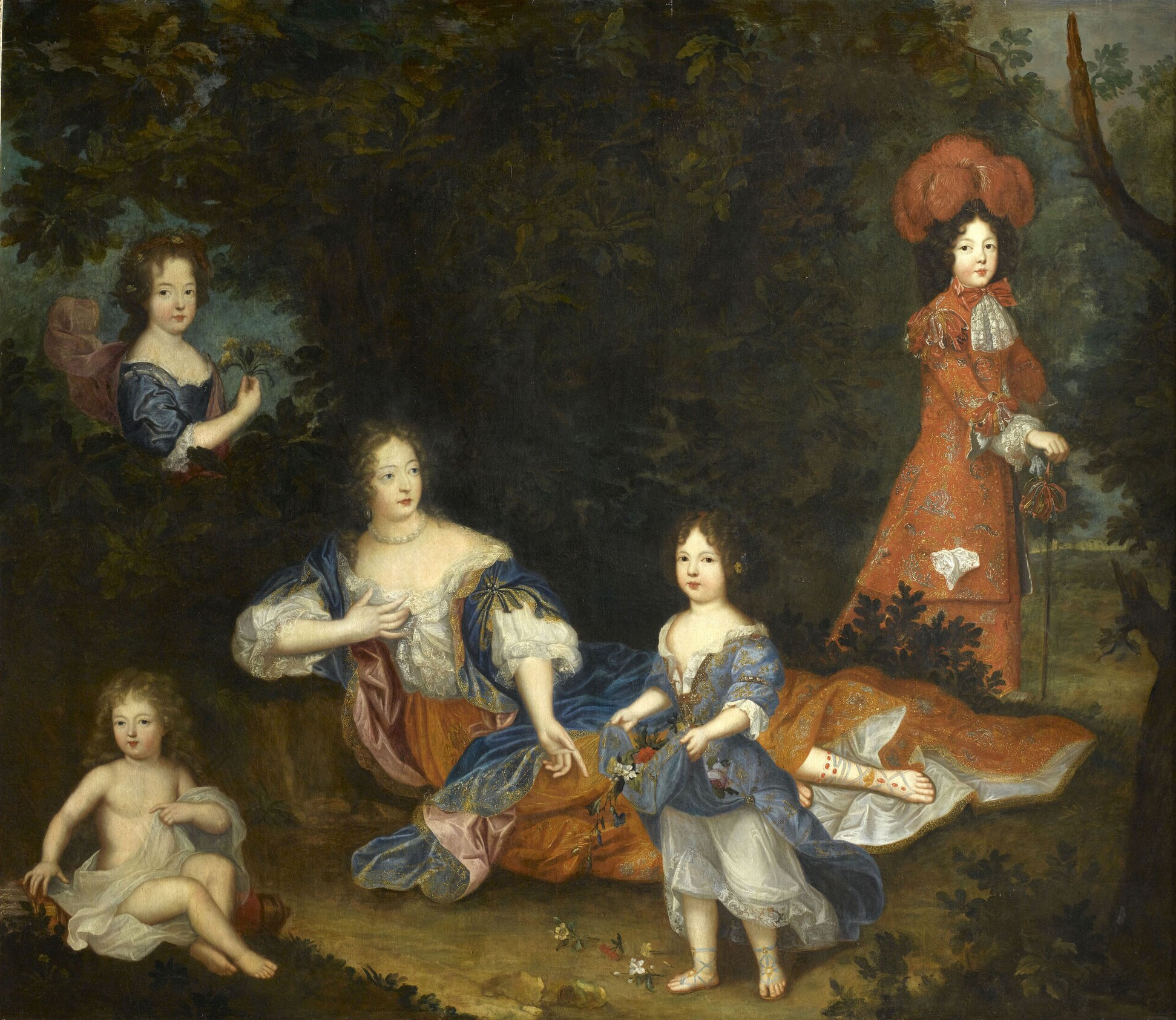
Madame de Montespan és első négy gyermeke (Louise-Françoise, Louise Marie Anne, Louis-César és Louis-Auguste).

A királytól született 7 gyermeke közül 4 érte meg a felnőttkort. 
- Louise-Françoise (1669–1672)
- Louis Auguste de Bourbon, Maine hercege (1670–1736).
- Louis César de Bourbon, Vexin grófja, Saint-Germain-des-Prés abbé-ja (1672–1683).
- Louise Françoise de Bourbon, (1673–1743), Nantes kisasszonya (Mademoiselle de Nantes), aki 1685-ben feleségül ment Louis de Bourbon-hoz, Condé 6. hercegéhez, a „Nagy Condé” herceg unokájához.
- Louise Marie Anne de Bourbon, Tours kisasszonya (Mademoiselle de Tours, (1674–1681).
- Françoise Marie de Bourbon, Blois második kisasszonya (Mademoiselle de Blois, 1677–1749), aki feleségül ment Fülöp királyi herceghez (1674–1723), Chartres hercegéhez, XIV. Lajos unokaöccséhez, Franciaország jövendő régenséhez.
- Louis Alexandre de Bourbon (1678–1737), Toulouse grófja.

Mint hivatalos királyi szerető, nagy fényűzéssel vetette magát körül. Környezetében saját fényes udvart tartott, ahol a Montemart hercegek zenét, költészetet és művészeteket kedvelő szellemét honosította meg. Nagy támogatója volt a korabeli irodalomnak is, baráti köréhez olyan hírneves művészek tartoztak, mint Corneille, Racine és La Fontaine. Férjének, Montespan márkinak Spanyolországba kellett visszavonulnia, végül 1674-ben a párizsi Châtelet-ban Achille de Harnay főállamügyész, egy bírói tanács élén hivatalosan is elválasztotta feleségétől.

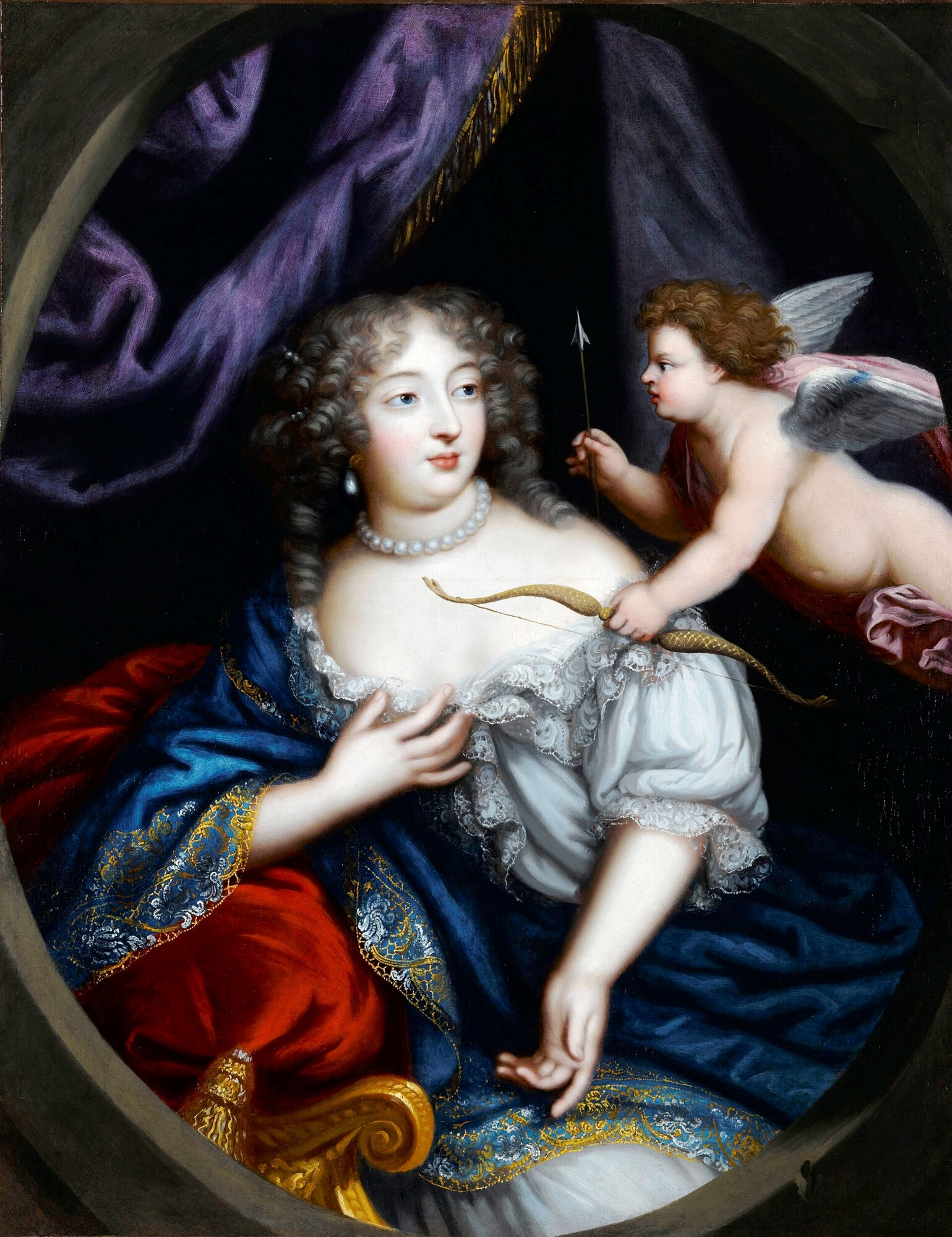
Madame de Montespan portréja (Pierre Mignard festménye)

### Bukása
Amikor Lajosnál az elhidegülés első jeleit tapasztalta, Madame de Montespan kétségbeesve kereste a módját, hogy királya szerelmét visszanyerje. Egyes források szerint ennek érdekében fekete mágiához is folyamodott. 1675-ben emiatt a királytól megtagadták az egyházi abszolúciót (feloldozást), ezért a kegyencnőt rövid időre száműzték az udvartól.
Françoise Athénaïs – alappal vagy alaptalanul – belekeveredett a francia királyi udvar környezetében nagy riadalmat keltő, súlyos következményekkel járó mérgezési botrányba. A legmagasabb körökig nyúló bűnügyben 1670 és 1680 között folyó titkos nyomozást La Reynie államtanácsos és főügyész, Louvois hadügyminiszter és Colbert államtitkár irányították. Kiderült, hogy több főrendű személy halálát feleségük szándékos mérgezéssel idézte elő az örökség megszerzése céljából. Az ügy megrázta a korabeli francia társadalmat. A bírák halálos ítéletek tucatjait hozták meg, sokakat gályarabságba küldtek.
A királyi kegyencnőre is rávallottak, miszerint „bizonyos porokkal” akarta visszanyerni a király kegyét, vagy megmérgezni az uralkodót. Amikor a fiatal Marie Angélique de Fontanges hercegnő, akivel XIV. Lajos szintén viszonyt folytatott, 1681-ben váratlanul meghalt, mérgezésre gyanakodtak, és a féltékeny Françoise Athénaïs-t gyanúsították. A király leállíttatta az ellene folyó további nyomozást, hogy megkímélje a botránytól a törvényesített királyi gyermekek édesanyját. A rávalló tanúkat királyi börtönökbe zárták. A korábbi kegyencnő azonban kegyvesztetté vált, a király elbocsátotta és helyére Françoise d’Aubigné-t, Maintenon márkinőjét (ismert Madame de Maintenont) helyezte, aki korábban a király Françoise Athénaïs-től született gyermekeinek nevelésével volt megbízva.
1683 után Madame de Montespan már nem viselhette címét, de az udvar közelében maradhatott és versailles-i városi házában lakhatott. Nem volt képes elszakadni a királytól, környezetében maradt, nagy ünnepségeket rendezett, mindig nagy lábon élt, a királyt időnként meg is látogatta.
1685-ben leánya, Nantes kisasszonya feleségül ment Bourbon hercegéhez, Bourbon-Condé III. Lajoshoz. 1692-ben fia, Maine hercege elvette feleségül a Nagy Condé herceg unokáját, leánya, Blois kisasszonya Chartres hercegéhez, a király unokaöccséhez ment feleségül. Françoise Athénaïs büszkén tekintett gyermekei fényes házasságaira, számára a magas rangra jutás mindennél fontosabbnak számított.
1691-ben Párizsba költözött, visszavonultan élt, jótékony célokra nagy összegeket adományozott. 1707-ben halt meg, amikor a Bourbon-l’Archambault-i gyógyfürdőkben kezeltette magát. Gyermekeinek XIV. Lajos megtiltotta, hogy gyászt viseljenek anyjukért.

## Játékfilmek
- A Versailles-i kastély (Si Versailles m’était conté), francia film (1954), rendezte Sacha Guitry, főszereplők: Claudette Colbert (Madame de Montespan), Mary Marquet (Madame de Maintenon), Georges Marchal/Sacha Guitry (fiatal/idős XIV. Lajos).[6]

- L’Affaire des poisons (A mérgezési ügy), francia film (1955), írta és rendezte Henri Decoin. A főszereplők: Danielle Darrieux (Montespan márkiné), Raymond Gérôme (XIV. Lajos), Viviane Romance (La Voisin), Anne Vernon (Mademoiselle des Oeillets), Christine Carère (Fontanges hercegnő).[7]

- L’Affaire des poisons (A mérgezési ügy), francia film (1977), írta Jean-Dominique de la Rochefoucauld, rendezte Gérard Vergez. A főszereplők: Dominique Blanchar (Montespan márkiné), Pierre Santini  (XIV. Lajos), Marie-France Santon (La Voisin), Ania Wuhrman (Fontanges hercegnő).[8]

- L’Allée du Roi (A királyi út), francia TV-film (1996), rendezte Nina Companeez. Főszereplők Valentine Varela (Montespan márkiné), Didier Sandre (XIV. Lajos), Dominique Blanc (Madame de Maintenon), Michel Duchaussoy (Paul Scarron).[9]

## Külső hivatkozások
- MONTESPAN, (Françoise-Athénaïs de Rochechouard-Mortemar, marquise de) (francia nyelven). SIEFAR (siefar.org). [2006. november 16-i dátummal az eredetiből archiválva]. Fortunée Briquet (1804) szótárából: Grand Dictionnaire des femmes de l'Ancienne France, digitalizálta a SIEFAR, a Nemzetközi Társaság az Ancien Régime Asszonyainak Tanulmányozására (Société Internationale pour l'étude des femmes de l'Ancien Régime).

## Lásd még
- Francia uralkodók szeretőinek listája